# Annemarie Rehfeldt
Annemarie Rehfeldt (geb. Liesegang; * 4. August 1921 in Magdeburg; † 14. Oktober 2019 in Suhl) war eine deutsche Textilgestalterin.

## Leben und Werk
Annemarie Liesegang absolvierte von 1940 bis 1943 die Meisterschule des deutschen Handwerks in Köln. Ihre wichtigste Lehrerin war dort Agnes Renardt (1902–1962). 1943/1944 besuchte sie die Meisterschule des deutschen Handwerks in Münster. Seitdem arbeitete sie als Textilgestalterin, vor allem als Stickerin. 1946 richtete sie sich in Suhl eine eigene Werkstatt ein. Sie erhielt den Titel Anerkannte Kunsthandwerkerin. Bis 1952 arbeitete sie auch als Dozentin an der Spezialschule für Bildnerisches Volksschaffen Suhl, und ab 1976 leitete sie in Suhl im Bezirkskabinett für Kulturarbeit die Fördergruppe Sticken. 1984 war sie an der Publikation des Kabinetts Traditionelle Thüringer Stickmuster – Freie Stickerei beteiligt.
Annemarie Rehfeldt war bis 1990 Mitglied des Verbands Bildender Künstler der DDR und dann des Verbands bildender Künstler Thüringen e.V.
Ihr Grab befindet sich auf dem Suhler Friedhof.

## Ausstellungen (unvollständig)

### Personalausstellungen
- 1981: Suhl, Galerie im Steinweg
- 2011: Erfurt, Galerie im „Haus zum Bunten Löwen“ („Alte Meister“; mit Günther Eckardt, Lothar Freund und Kurt Meyhöfer)

### Gruppenausstellungen
- 1971, 1975, 1978 und 1984: Suhl, Bezirkskunstausstellungen
- 1983: Weimar („Textiles Gestalten“)